# 岩田重遠
岩田 重遠（いわた しげとお、生年不詳 - 1945年）は、日本の軍属、スパイ。
太平洋戦争においてF機関の工作員として従事、インド独立に影響を与えた藤原岩市のもと、華僑工作を展開した。同僚であるF機関員からは「岩田」ではなく、偽名の「田代」と呼ばれていた。

## 経歴
佐賀県出身。佐賀中学校長の子として出生する。同校の記録では明治42年10月から大正2年9月まで岩田静夫という人物が在職していた。F機関通訳の石川義吉によると、戦前、岩田は長崎県よりマレーに渡航し、刑法上の犯罪を起こしてきたという。シンガポールで30年過ごす一方で紙幣の贋造、偽造事件を起こす。英警官に追われていたところ、タイ駐在武官の田村浩大佐に拾われる。タイ南部ハジャイに移り住んだ岩田は、芝生の生い茂る1階建て（田中正明は2階建てと表記）の洋館に居住した。太平洋戦争開戦直前、東京にわたり門松門松正一中佐から命を受け、再び南タイに戻る。藤原岩市らF機関員が現地に派遣されると、工作拠点として宿泊させた。この家はインド独立連盟の施設としても利用された。

## 華僑工作
太平洋戦争がはじまると、岩田は土持則正大尉、増淵佐平と共にコタバルへ進出。華僑工作に従事し、耿、丁という人物を利用した。また、F機関作成書類「馬来工作に関する報告」では鄭、劉という工作員の名前が確認できる。これは岩田が参謀本部に売り込んで実現させた工作だったが、ジョホール水道の深水と幅の測量に貢献したという。しかし、それ以上十分な成果を得ることが出来なかった。岩田は中宮悟郎中尉、椎葉老人、太田と共にインド工作のためアロールスターに進出。酒好きだった岩田は中宮と共に一軒の薄汚い酒屋でいっぱい酌み交わした。そこでスマトラ独立運動家のアチェ人青年、サイド・アブ・バカルとトンク・ハスビと出会う。アブ・バカルの申し出によりF機関による北スマトラのアチェ工作へ進展していった。岩田はこの工作を補佐する形でセランゴール州に向かい、密航用の船と十日分の食料を極秘に調達した。シンガポールが占領されると、田代は一先ずバンコクへ引き揚げた。尚、耿、丁の住居はカラン飛行場付近にあったが、日本軍の爆撃で破壊されたため、藤原が両名に住宅と見舞金を贈って関係を断ったという。

## 最期
終戦後、岩田はキャメロン・ハイランドで夫人と共に日本刀で自決した。時世の句は「わがこと終われり」。1961年4月29日、靖国神社でF機関慰霊祭が行われたが、生存者や親族に交じって岩田の遺族もいたという。